# RailML
Die Railway Markup Language (engl., Abkürzung railML) definiert Datenstrukturen des Schienenverkehrs auf der Basis von XML. Sie wird zum strukturierten Datenaustausch zwischen verschiedenen Teilnehmern verwendet. railML benutzt dafür XML Schemata.
railML wurde 2002 gemeinsam vom Fraunhofer-Institut für Verkehrs- und Infrastruktursysteme (IVI) in Dresden und der Eidgenössischen Technischen Hochschule Zürich (ETH) entwickelt und wird seitdem im railML-Konsortium fortgeschrieben. Seit September 2021 ist die Version 2.5 als letzte Ausgabe der Hauptversion 2.x für den Produktiveinsatz freigegeben. Parallel erfolgte seit 2017 eine Fortschreibung unter Einbeziehung der Signal- und Stellwerkstechnik, die nach kurzer Verzögerung im Februar 2019 in die Produktionsfreigabe der Version 3.1 mündete. Im Jahr 2022 wurde diese Weiterentwicklung mit der Version 3.2 fortgesetzt. Die aktuellste Version 3.3, wurde 2024 veröffentlicht und basiert auf dem RailTopoModel v1.5. Alle Versionslinien des Standards sind unter CC-BY-NC-ND lizenziert.
Es existieren folgende Schemata:
- infrastructure

Eisenbahninfrastruktur (Gleise, Weichen, Signale, Gradienten, Geokoordinaten, …)
- rollingstock

Rollmaterial bzw. Fahrzeuge (Lokomotiven, Triebwagen, Reisezugwagen, Güterwagen)
- timetable

Fahrplan (Fahrzeiten, Verkehrstage, Zugsausstattung, Bremsvermögen, Umlaufpläne, …)
- interlocking (ab railML 3.1)

Fahrstraßen, Signalbegriffe und ETCS-Fahrterlaubnisse
Die Entwicklung eines Schemas für stations (Bahnhofsausstattung) wurde aufgegeben.
Zur Fortschreibung des Standards von railML wurde 2002 der railML.org e. V. gegründet. Das ist ein nichtkommerzieller Zusammenschluss von Universitäten und Forschungseinrichtungen, Softwareherstellern, Beratungsunternehmen und Industrie sowie Infrastrukturbetreibern und Eisenbahnverkehrsunternehmen. Die Mitarbeit ist für alle Interessenten offen; es finden halbjährliche Treffen statt. Die Verhandlungssprache ist wegen der überwiegenden Nutzung in Deutschland, Österreich und der Schweiz Deutsch, sämtliche Dokumente werden aber zur besseren internationalen Verbreitung in Englisch verfasst.
2023 schlossen der Verein und die Europäische Eisenbahnagentur eine Kooperationsvereinbarung.
Die Deutsche Bahn entwickelt mit PlanPro ein ähnliches Datenaustauschformat für die Leit- und Sicherungstechnik.